# Бет Потер
Бет Потер (27. децембар 1991) је шкотска триатлонка и тркачица на дуге стазе. Такмичила се за Велику Британију у атлетици на Летњим олимпијским играма 2016. у Рио де Жанеиру. Године 2019. освојила је златну медаљу на Европском првенству у триатлону у Верту, у Холандији. Године 2022, освојила је појединачну бронзу на Светском првенству у спринту у триатлону 2022. године, и сребро са тимом Велике Британије на Светском првенству у мешовитој штафети у триатлону . Године 2023, освојила је елитно првенство у Светској серији првенстава у триатлону, поставши шеста британска светска шампионка за жене.
Потер се такође такмичи у Суперлиги триатлона. Освојила је Суперлигу на Триатлон Арена играма, Лондон 2021, и била је друга на такмичењу у Ротердаму. Потер је 2022. године постала први светски шампион у еспорт триатлону, победивши у серији триатлона Arena Games 2022. Потер је освојила бронзану медаљу на Летњим олимпијским играма 2024. у Паризу у индивидуалном триатлону.

## Рани живот
Потер је рођена у Шкотској и одрасла је у Берсдену, где је трчала за Викторија Парк Глазгов. Њен отац, Алекс, је такође такмичарски тркач, а њена сестра, Сара, је тренер трчања. У младости Потер је био такмичарски пливач. Похађала је Универзитет Лафборо. Потер се преселио у Лондон на постдипломске студије на Универзитету Свете Марије у Твикенаму и тренирао је у оквиру Центра за издржљивост тамо до Олимпијских игара у Рију 2016. године.

## Каријера

### Тркачка каријера
Потер је почео да се такмичи као тркач 2004. године. Године 2008, освојила је прво место на Шкотском првенству за млађе од 15 година у кросу и на атлетици на 1500 метара. Завршила је на 36. месту у кросу за млађе од 20 година на Светском првенству 2010. године.
Враћајући се од повреде, Потер је освојио 18. место на 5.000 метара на Европском првенству до 23 године 2013. године (16. место након дисквалификација). Потер је почела да тренира са тренером Миком Вудсом који ју је убедио да не престаје да трчи. Потер је била успешнија 2014. године такмичећи се на сениорском нивоу, представљајући Шкотску у Глазгову где је завршила на 9. месту на 5.000 метара и 5. месту на 10.000 метара. Следеће године је имала разочаравајућу сезону 2015. због болести.
Потер се квалификовао да представља Велику Британију на Летњим олимпијским играма 2016. у Рио де Жанеиру. Обезбедила је своје место у квалификацијама као друга Британка у трци на 10.000 метара за жене, иза Џес Ендрус. Уочи Олимпијских игара, Потер је тренирао са колегиницом Шкотланђанком Стеф Твел. Потер је такође недељно сарађивала са спортским психологом у настојању да превазиђе потешкоће у управљању стресом. Такмичила се на Летњим олимпијским играма 2016. у Рио де Жанеиру, у трци на 10.000 метара за жене, завршивши на 34. месту.
У мају 2017. Потер је победила у трци на 10.000 метара на британским квалификацијама, својој првој трци на стази од Олимпијских игара, квалификујући је за Светско првенство у атлетици 2017. у Лондону.

### Каријера у триатлону
У јануару 2017. године, Потер је објавила да планира да пређе са атлетике на триатлон са циљем да се такмичи у триатлону на Летњим олимпијским играма 2020. године, након што се преселила у Лидс да би се придружила елитној тренинг групи у којој су били Алистер Браунли, Џонатан Браунли, Вики Холанд и Нон Станфорд, иако је такође назначила да ће циљати на учешће на Светском првенству у атлетици 2017. године. У јуну 2017. године завршила је на трећем месту у елитној трци на триатлону Бленхајм Палас и победила је у елитном такмичењу на триатлону у Кардифу.
Потер је завршио на 4. месту у Супер лиги у триатлону 2021. године, а такође је освојио и Супер лигу у триатлону у арени игара у Лондону и завршио други на такмичењу у Ротердаму. Потер је 2022. године победио на Arena Games Triathlon Powered by Zwift у Минхену, првом догађају нове серије Arena Games Triathlon Powered by Zwift Esports World Championship. Две недеље касније, на Arena Games Triathlon London, завршила је на другом месту иза Францускиње Касандре Божан На последњем догађају серије, одржаном у Марина Беју у Сингапуру, Потер је завршила на другом месту, иза Мађарице Жанет Брагмајер. Међутим, њено друго место је било довољно да освоји укупну титулу у серији триатлона Arena Games 2022. године, чиме је Потер постала прва светска шампионка у еспорт триатлону.
Завршила је на трећем месту на SLT NEOM, последњем догађају сезоне триатлона Суперлиге 2022. године, а пласман на подијум на том догађају обезбедио јој је 4. место у укупном пласману серије.
У августу 2023. године, Потер је победила у тест дисциплини Олимпијских игара за Летње олимпијске игре 2024. у Паризу, завршивши испред Касандре Божан и Лауре Линдеман. Дана 24. септембра, крунисана је за светску шампионку након што је победила у финалу Светског првенства у триатлону у Понтеведри, у Шпанији.
У новембру 2023. године објављено је да је Потер изабран у британски тим за Летње олимпијске игре 2024. године. На Олимпијским играма у Паризу 2024. године, Потер је освојио треће место и бронзану медаљу.

### Наставничка каријера
Поред тренинга тркача, од јуна 2016. године Потер је предавао физику у западном Лондону. Међутим, до краја те године напустила је своје наставничко место како би се посветила обуци са пуним радним временом.